# Fliegerabteilung 203 (Artillerie)
Fliegerabteilung 203 (Artillerie) – FA A 203 (Oddział lotniczy artylerii nr 203) – niemiecka jednostka obserwacyjna i rozpoznawcza wspomagania artyleryjskiego Luftstreitkräfte z I wojny światowej.

## Informacje ogólne
Jednostka została utworzona w dniu 20 listopada 1916 roku z Artillerie-Fliegerabteilung 202. Jednostka uczestniczyła w walkach na froncie zachodnim. Jednostka była przydzielona m.in. do Kommandeur der Flieger der 1. Armee. Jednostka została rozwiązana do kapitulacji Niemiec.
W jednostce służył m.in. Carl-August von Schoenebeck późniejszy dowódca Jagdstaffel 33.

## Dowódcy eskadry
| Stopień | Nazwisko         | Okres |
| ------- | ---------------- | ----- |
| kapitan | Leopold Vogt     |       |
|         | Victor Carganico |       |